# Justin Guarini (álbum)
Justin Guarini é o álbum de estréia do ex-participante do America Idol Justin Guarini. Ele foi lançado pela RCA Records em 10 de junho de 2003.

## Produção
Em uma entrevista de rádio, Ryan Seacrest comentou sobre Guarini:
| “ | Depois de sua temporada, houve uma euforia enorme em torno de Justin e ninguém conseguia acreditar naquela histeria. Mas, tudo era novo e eles não sabiam muito bem o que fazer. Um show como o American Idol é uma oportunidade muito, mais muito pequena. Após a primeira temporada, eles aprenderam a aproveitar as oportunidades que tinham em manter-se aos olhos do público com singles, vídeos e etc. Algo que não aconteceu com Justin. | ” |

Em entrevista a MTV News, Guarini falou:
| “ | Realmente, o álbum foi só indústria musical, eu aprendi muito com ele... E não é uma questão de apontar o dedo para mim, assumo a responsabilidade até ondo posso. | ” |

Posteriormente, Justin passou a co-produzir e lançar o álbum de forma independente. Além de compor a letra de algumas das canções do álbum, realizou canções para outros projetos, como o documentário Project Everlasting onde participou como o vocalista principal e colaborou com o baixista David Hughes.

## Faixas
| N.º | Título                          | Compositor(es)                                                             | Duração |  |
| 1.  | "One Heart Too Many"            | Derek Bramble, Greeg Pagan, Juliet Taylor-Stanley                          | 3:33    |  |
| 2.  | "I Saw Your Face"               | A. Dixon, Kenneth "Babyface" Edmonds, Sr. Harvey Mason                     | 4:05    |  |
| 3.  | "Be a Heartbreaker"             | David Frank, Nate Butler, Steve Kipner                                     | 3:31    |  |
| 4.  | "Unchained Melody"              | Alex North, Hy Zaret                                                       | 3:26    |  |
| 5.  | "Sorry"                         | A. Cantrell, Karlin, P. "Silky" White, Soulshock                           | 4:14    |  |
| 6.  | "How Will You Know"             | Edmonds, Damon Thomas, Mason                                               | 4:04    |  |
| 7.  | "Inner Child"                   | Gregg Alexander, Rick Nowels                                               | 3:18    |  |
| 8.  | "Condition of My Heart"         | Brian McKnight, Face, Underdogs                                            | 3:57    |  |
| 9.  | "Doin' Things"                  | Damon Sharpe, Joe Belmaati, Mich Hedin Hansen                              | 3:50    |  |
| 10. | "If You Wanna"                  | Justin Guarini, Carole Bayer Sager, Wade Robson                            | 3:24    |  |
| 11. | "Thinking of You"               | Anthony Nance, Dixon, Justin Timberlake, Mason, Thomas, Underdogs          | 3:51    |  |
| 12. | "Get Here"                      | Brenda Russel                                                              | 3:54    |  |
| 13. | "Timeless" (com Kelly Clarkson) | Anders "Bag" Bagge, Peer Åström, Henrik Norberg, Karen Poole, Oscar Merner | 6:38    |  |

## Paradas musicais

### Desempenho
| País/Parada      | Posição | Vendas  |
| ---------------- | ------- | ------- |
| U.S Bilboard 200 | 20      | 143,000 |